# 楯甲幸男
楯甲 幸男（たてかぶと さちお、1924年10月27日 - 2002年5月28日）は、愛媛県越智郡宮窪町（現役当時、現・同県今治市宮窪町）大字宮窪出身で中村部屋に所属した大相撲力士。本名は南 幸男（みなみ さちお）。最高位は西前頭18枚目（1955年9月場所）。現役時代の体格は170cm、140kg。得意手は左四つ、寄り、押し。

## 来歴・人物
17歳の時に中村部屋へ入門し、1942年1月場所で初土俵を踏んだ。因みに、当初の四股名は、「能嶋城」であった。
三段目時代の1945年夏、徴兵され、短期間ながら日本軍の一員として第二次世界大戦に参加。戦場から帰還後は徐々に番付を上げ、1951年1月場所で新十両に昇進した。この頃は、「今大嶋」と名乗っていた。
西十両15枚目に在った1952年5月場所では、12勝3敗と大勝ちし、十両優勝を遂げている。新入幕を果たしたのは1954年3月場所での事で、初土俵から12年2ヶ月を要した。なお、入幕に先立って、当時の師匠（元前頭筆頭・楯甲新蔵）の現役名をそのまま襲名して「楯甲」へと改名している。
左四つからの寄りや押しを得意としたが、極度の近視だった事もあってか、速攻相撲の力士には苦戦したという。幕内には計3度昇進したが、1度も勝ち越す事ができなかった。
二所ノ関一門の巡業では初っ切りを担当したり、相撲甚句を詠んでいた事がある。大食で知られ、ある時寿司の大食い大会を行った際に93個で2位だったが、「その前に餅を15個食わなければよかった」と悔やんだという逸話がある。
現役晩年は幕下26枚目まで陥落し、1958年7月場所後、33歳で廃業。
その後は日立造船に勤務する傍ら、同社の相撲部の指導にも当たった。
2002年5月28日、逝去。77歳没。

## 主な戦績
- 通算成績：293勝297敗25休 勝率.497
- 幕内成績：15勝30敗 勝率.333
- 現役在位：50場所
- 幕内在位：3場所
- 各段優勝 
  - 十両優勝：1回（1952年5月場所）

### 場所別成績
| | 一月場所 初場所（東京） | 三月場所 春場所（大阪） | 五月場所 夏場所（東京） | 七月場所 名古屋場所（愛知） | 九月場所 秋場所（東京） | 十一月場所 九州場所（福岡） |
| --- | ----------------------- | ----------------------- | ----------------------- | --------------------------- | ----------------------- | --------------------------- |
| 1942年 （昭和17年） | （前相撲）              | x                       | 西序ノ口17枚目 3–5      | x                           | x                       | x                           |
| 1943年 （昭和18年） | 西序ノ口3枚目 5–3       | x                       | 東序二段43枚目 4–4      | x                           | x                       | x                           |
| 1944年 （昭和19年） | 西序二段32枚目 5–3      | x                       | 東三段目46枚目 3–2      | x                           | x                       | 東三段目25枚目 0–0–5        |
| 1945年 （昭和20年） | x                       | x                       | x                       | x                           | x                       | 三段目 5–0                  |
| 1946年 （昭和21年） | x                       | x                       | x                       | x                           | x                       | 西幕下18枚目 3–4            |
| 1947年 （昭和22年） | x                       | x                       | 西幕下28枚目 3–2        | x                           | x                       | 西幕下17枚目 3–3            |
| 1948年 （昭和23年） | x                       | x                       | 東幕下15枚目 3–3        | x                           | 東幕下16枚目 3–3        | x                           |
| 1949年 （昭和24年） | 西幕下13枚目 5–7        | x                       | 西幕下17枚目 7–8        | x                           | 東幕下18枚目 11–4       | x                           |
| 1950年 （昭和25年） | 東幕下4枚目 8–7         | x                       | 西幕下筆頭 8–7          | x                           | 東幕下筆頭 9–6          | x                           |
| 1951年 （昭和26年） | 西十両11枚目 6–9        | x                       | 西十両16枚目 9–6        | x                           | 西十両8枚目 6–9         | x                           |
| 1952年 （昭和27年） | 東十両11枚目 6–9        | x                       | 西十両15枚目 優勝 12–3  | x                           | 東十両6枚目 9–6         | x                           |
| 1953年 （昭和28年） | 東十両4枚目 7–8         | 東十両5枚目 9–6         | 西十両2枚目 7–8         | x                           | 西十両3枚目 8–7         | x                           |
| 1954年 （昭和29年） | 西十両2枚目 9–6         | 西前頭20枚目 5–10       | 西十両3枚目 4–11        | x                           | 西十両8枚目 6–9         | x                           |
| 1955年 （昭和30年） | 東十両12枚目 9–6        | 西十両6枚目 10–5        | 西十両筆頭 9–6          | x                           | 西前頭18枚目 6–9        | x                           |
| 1956年 （昭和31年） | 西十両筆頭 9–6          | 西前頭21枚目 4–11       | 東十両6枚目 3–7–5       | x                           | 東十両18枚目 7–8        | x                           |
| 1957年 （昭和32年） | 東十両19枚目 8–7        | 西十両15枚目 8–7        | 西十両13枚目 5–10       | x                           | 西十両21枚目 8–7        | 東十両18枚目 8–7            |
| 1958年 （昭和33年） | 西十両18枚目 6–9        | 西十両23枚目 2–13       | 西幕下10枚目 0–1–7      | 西幕下26枚目 引退 0–0–8     | x                       | x                           |
| 各欄の数字は、「勝ち-負け-休場」を示す。 優勝 引退 休場 十両 幕下 三賞：敢=敢闘賞、殊=殊勲賞、技=技能賞 その他：★=金星 番付階級：幕内 - 十両 - 幕下 - 三段目 - 序二段 - 序ノ口 幕内序列：横綱 - 大関 - 関脇 - 小結 - 前頭（「#数字」は各位内の序列） |                         |                         |                         |                             |                         |                             |

### 幕内対戦成績
| 力士名   | 勝数 | 負数 | 力士名         | 勝数 | 負数 | 力士名 | 勝数 | 負数 | 力士名 | 勝数 | 負数 |
| -------- | ---- | ---- | -------------- | ---- | ---- | ------ | ---- | ---- | ------ | ---- | ---- |
| 東海     | 1    | 0    | 泉洋           | 0    | 2    | 大瀬川 | 0    | 1    | 大起   | 0    | 1    |
| 大昇     | 1    | 0    | 大晃           | 0    | 1    | 大蛇潟 | 0    | 1    | 神錦   | 0    | 1    |
| 起雲山   | 0    | 1    | 鬼竜川         | 0    | 1    | 櫻國   | 0    | 1    | 潮錦   | 1    | 0    |
| 嶋錦     | 1    | 0    | 清水川         | 0    | 1    | 常ノ山 | 0    | 1    | 鶴ヶ嶺 | 0    | 1    |
| 出羽ノ花 | 2    | 1    | 豊登           | 0    | 1    | 七ッ海 | 1    | 0    | 鳴門海 | 0    | 1    |
| 白龍山   | 0    | 1    | 緋縅           | 0    | 1    | 秀湊   | 1    | 0    | 平鹿川 | 0    | 1    |
| 平ノ戸   | 0    | 1    | 広瀬川         | 0    | 1    | 福ノ里 | 0    | 1    | 二瀬山 | 1    | 1    |
| 星甲     | 0    | 1    | 前ノ山(佐田岬) | 1    | 0    | 宮錦   | 0    | 1    | 吉井山 | 0    | 2    |
| 芳野嶺   | 1    | 0    | 若羽黒         | 0    | 2    |        |      |      |        |      |      |

## 改名歴
- 能嶋城（のじまじょう、1942年5月場所-1949年1月場所）
- 今大嶋 幸男（いまおおしま さちお、1949年5月場所-1952年9月場所）
- 楯甲 幸男（たてかぶと さちお、1953年1月場所-1958年7月場所）